# Anuradha Roy
Ne doit pas être confondu avec Arundhati Roy.
Pour les articles homonymes, voir Roy.
Œuvres principales
- Un atlas de l’impossible
- Les Plis de la terre

Anuradha Roy, née en 1967 à Calcutta, est une romancière, journaliste et éditrice indienne.

## Biographie
Son père était géologue, et comme il a travaillé dans plusieurs endroits en Inde, Roy, enfant, a parcouru le pays avec lui
Elle a étudié à Calcutta et à Cambridge et travaillé pour différents journaux indiens. Elle vit actuellement à Ranikhet (en), une station de montagne dans le district d'Almora (Uttarakhand), dans l'Himlaya.
Elle a travaillé comme éditrice pour Oxford University Press, avant de fonder, en 2000, avec son époux Rukun Advani leur propre maison d'édition, Permanent Black.

## Œuvres
- Un atlas de l’impossible, Actes Sud, coll. « Lettres indiennes », 2011 ((en) An Atlas of Impossible Longing[4], 2008), trad. Myriam Bellehigue, 320 p.  (ISBN 978-2-7427-9626-7)
- Les Plis de la terre[5], Actes Sud, coll. « Lettres indiennes », 2013 (The Folded Earth[6], 2011), trad. Myriam Bellehigue, 400 p.  (ISBN 978-2-330-02445-1)Vodafone Crossword Book Award 2012
- Sous les lunes de Jupiter, Actes sud, coll. « Lettres indiennes », 2017 ((en) Sleeping on Jupiter[7], 2015), trad. Myriam Bellehigue, 276 p.  (ISBN 978-2-330-07313-8)DSC Prize for South Asian Literature 2016[8]
- Toutes ces vies jamais vécues, Actes Sud, coll. « Lettres indiennes », 2020 ((en) All the Lives we Never Lived, 2018), trad. Myriam Bellehigue, 272 p.  (ISBN 978-2-330-13403-7)
- Le Cheval en feu, Actes Sud, coll. « Lettres indiennes », 2023 ((en) The Earthspinner, 2021), trad. Myriam Bellehigue, 316 p.  (ISBN 978-2-330-18394-3)